# نیمه‌شب گذشته
نیمه‌شبِ گذشته (انگلیسی: Past Midnight) فیلمی در ژانر فیلم دلهره‌آور، نئو نوآر و معمایی و کمی اِسلشر به کارگردانی جن الیازبرگ است که در سال ۱۹۹۱ منتشر شد.

## بازیگران
- روتخر هاور
- ناتاشا ریچاردسون[۲]
- کلنسی براون
- تام رایت
- پل جیاماتی
- گای بوید
- دینا اسکلسن
- تام رایت